# Пчёвжа (река)
Пчёвжа — река в Новгородской и Ленинградской областях России. Длина 157 км, площадь водосборного бассейна — 1970 км², средний расход воды в 44 км от устья 12,2 м³/с. Правый приток Волхова.
На реке расположены посёлки Будогощь и Пчёвжа, деревни Новинка, Могилёво, Кровино Сельцо, Кукуй, Солоницы, Порог, Борутино, Горчаково, Белая, Облучье, Серебряницы, Крутиха, Черницы, Мелеховская и др.
Крупные притоки: Рапля, Пожупинка, Солоница, Шуицкая Дубня (правые).
Пчёвжа берёт начало в глухих лесах на северо-востоке Новгородской области, в двух километрах западнее деревни Усадье Любытинского района Новгородской области (стоящей на реке Мда). В верхнем течении река очень извилистая и узкая, ширина не более 5 — 8 метров, течение быстрое, в русле каменистые перекаты и камни, берега заболочены. Вода в Пчёвже коричневатого торфянистого цвета.
После впадения справа Рапли река становится более полноводной, течение успокаивается, хотя отдельные перекаты и порожки продолжают встречаться. По берегам появляются живописные хвойные леса. Перед Будогощью перегорожена полуразрушенной плотиной Будогощской ГЭС. Вскоре за посёлком Пчёвжа, как и Будогощь стоящим на железной дороге Сонково — Санкт-Петербург, река снова входит в черту Новгородской области, где вскоре вытекает в пологую заболоченную долину Волхова. Течение реки совсем замедляется, по берегам — лиственные рощи и подболоченные луга. Ширина реки на этом участке 30—40 метров.
Пчёвжа впадает в Волхов километром выше Тигоды и 15 километрами выше города Кириши.
Река пользуется популярностью у водных туристов.
Притоки:

(указано расстояние от устья)
- 33 км: река Шуицкая Дубня
- 60 км: река Солоница (Еременка)
- 66 км: река Пожупинка
- 96 км: река Уродыня
- 107 км: река Колпинка
- 107 км: река Рапля
- 128 км: река Талая
- 138 км: река Чёрная

## Экология
14 мая 2012 года близ деревни Дуброва в Любытинском районе Новгородской области произошла утечка нефтепродуктов на 387 км нефтепродуктопровода ООО «Балтнефтепровод» Палкино — Приморск, часть вытекших нефтепродуктов попала в реку Пчёвжа протекающую в 200 метрах от продуктопровода.